# Patty Schnyderová
Patty Schnyderová, nepřechýleně Patty Schnyder (* 14. prosince 1978 v Basileji, Švýcarsko) je současná švýcarská profesionální tenistka. Jejími největšími úspěchy v dosavadní kariéře jsou vítězství na turnaji kategorie Tier I v Curychu 2002 a grandslamové semifinále na Australian Open v roce 2004.

Doposud vyhrála celkově 11 turnajů WTA v singlu a 5 ve čtyřhře.
 Jejím trenérem a zároveň manželem je bývalý detektiv Rainer Hoffman, kterého najali rodiče -náctileté Patty jako ochranku své dcery…

## Finálové účasti na turnajích WTA (41)

### Dvouhra - výhry (11)
| Legenda                     |
| Kategorie Tier I (1)        |
| Kategorie Tier II (1)       |
| Kategorie Tier III (5)      |
| Kategorie Tier IV (4)       |
| Kategorie Premier (0)       |
| Kategorie International (0) |

| Č.  | Datum             | Turnaj                    | Povrch  | Soupeřka ve finále   | Výsledek        |
| 1.  | 18. leden 1998    | Hobart, Austrálie         | tvrdý   | Dominique Monamiová  | 6-3, 6-2        |
| 2.  | 22. únor 1998     | Hannover, Německo         | koberec | Jana Novotná         | 6-0, 3-6, 7-5   |
| 3.  | 24. květen 1998   | Madrid, Španělsko         | tvrdý   | Dominique Monamiová  | 3-6, 6-4, 6-0   |
| 4.  | 12. červenec 1998 | Maria Lankowitz, Rakousko | antuka  | Gala Leonová         | 6-2, 4-6, 6-3   |
| 5.  | 19. červenec 1998 | Palermo, Itálie           | antuka  | Barbara Schettová    | 6-1, 5-7, 6-2   |
| 6.  | 10. leden 1999    | Gold Coast, Austrálie     | tvrdý   | Mary Pierceová       | 4-6, 7-65, 6-2  |
| 7.  | 11. listopad 2001 | Pattaya City, Thajsko     | tvrdý   | Henrieta Nagyová     | 6-0, 6-4        |
| 8.  | 20. říjen 2002    | Curych, Švýcarsko         | koberec | Lindsay Davenportová | 6-75, 7-68, 6-3 |
| 9.  | 8. leden 2005     | Gold Coast, Austrálie     | tvrdý   | Samantha Stosurová   | 1-6, 6-3, 7-5   |
| 10. | 24. červenec 2005 | Cincinnati, USA           | tvrdý   | Akiko Morigamiová    | 6-4, 6-0        |
| 11. | 14. září 2008     | Bali, Indonésie           | tvrdý   | Tamira Paszeková     | 6-3, 6-0        |

### Dvouhra - prohry (14)
| Legenda                     |
| Grand Slam Cup (1)          |
| Kategorie Tier I (5)        |
| Kategorie Tier II (4)       |
| Kategorie Tier III (2)      |
| Kategorie Tier IV (1)       |
| Kategorie International (1) |

| Č.  | Datum             | Turnaj                  | Povrch  | Vítězka              | Výsledek      |
| 1.  | 15. září 1996     | Karlovy Vary, Česko     | antuka  | Ruxandra Dragomirová | 6-2, 3-6, 6-4 |
| 2.  | 4. říjen 1998     | Grand Slam Cup, Německo | koberec | Venus Williamsová    | 6-2, 3-6, 6-2 |
| 3.  | 16. červenec 2000 | Klagenfurt, Rakousko    | antuka  | Barbara Schettová    | 5-7, 6-4, 6-4 |
| 4.  | 15. červenec 2001 | Vídeň, Rakousko         | antuka  | Iroda Tuliaganovová  | 6-3, 6-2      |
| 5.  | 21. duben 2002    | Charleston, USA         | antuka  | Iva Majoliová        | 7-65, 6-4     |
| 6.  | 15. květen 2005   | Řím, Itálie             | antuka  | Amélie Mauresmová    | 2-6, 6-3, 6-4 |
| 7.  | 23. říjen 2005    | Curych, Švýcarsko       | tvrdý   | Lindsay Davenportová | 7-65, 6-3     |
| 8.  | 30. říjen 2005    | Linz, Rakousko          | tvrdý   | Naďa Petrovová       | 4-6, 6-3, 6-1 |
| 9.  | 16. duben 2006    | Charleston, USA         | antuka  | Naďa Petrovová       | 6-3, 4-6, 6-1 |
| 10. | 30. červenec 2006 | Stanford, USA           | tvrdý   | Kim Clijstersová     | 6-4, 6-2      |
| 11. | 5. srpen 2007     | San Diego, USA          | tvrdý   | Maria Šarapovová     | 6-2, 3-6, 6-0 |
| 12. | 28. říjen 2007    | Linz, Rakousko          | tvrdý   | Daniela Hantuchová   | 6-4, 6-2      |
| 13. | 9. březen 2008    | Bangalore, Indie        | tvrdý   | Serena Williamsová   | 7-5, 6-3      |
| 14. | 12. červenec 2009 | Budapešť, Maďarsko      | antuka  | Ágnes Szávayová      | 2-6, 6-4, 6-2 |

### Čtyřhry - výhry (5)
| Legenda               |
| Kategorie Tier II (5) |

| Č. | Datum          | Turnaj             | Povrch  | Partnerka              | Soupeřky ve finále                             | Výsledek       |
| 1. | 3. květen 1998 | Hamburk, Německo   | antuka  | Barbara Schettová      | Jana Novotná Martina Hingisová                 | 7-63, 3-6, 6-3 |
| 2. | 17. únor 2002  | Antverpy, Belgie   | koberec | Magdalena Malejevová   | Meilen Tuová Nathalie Dechyová                 | 6-3, 6-73, 6-3 |
| 3. | 9. únor 2003   | Paříž, Francie     | koberec | Barbara Schettová      | S. Cohenová-Alorová Marion Bartoliová          | 2-6, 6-2, 7-65 |
| 4. | 15. únor 2004  | Paříž, Francie     | koberec | Barbara Schettová      | Francesca Schiavoneová Silvia Farinaová Eliová | 6-3, 6-2       |
| 5. | 5. říjen 2008  | Stuttgart, Německo | tvrdý   | Anna-Lena Grönefeldová | Květa Peschkeová Rennae Stubbsová              | 6-2, 6-4       |

### Čtyřhra - prohry (11)
| Legenda                     |
| Kategorie Tier I (1)        |
| Kategorie Tier II (4)       |
| Kategorie Tier III (3)      |
| Kategorie Tier IV (1)       |
| Kategorie Premier (1)       |
| Kategorie International (1) |

| Č.  | Datum             | Turnaj                  | Povrch | Partnerka               | Vítězky                               | Výsledek        |
| 1.  | 12. duben 1998    | Amelia Island, USA      | antuka | Barbara Schettová       | Mary Pierceová Sandra Cacicová        | 7-65, 4-6, 7-65 |
| 2.  | 19. červenec 1998 | Palermo, Itálie         | antuka | Barbara Schettová       | Pavlina Nolová Elena Wagnerová        | 6-4, 6-2        |
| 3.  | 4. duben 1999     | Hilton Head, USA        | antuka | Barbara Schettová       | Jana Novotná Jelena Lichovcevová      | 6-1, 6-4        |
| 4.  | 16. červenec 2000 | Klagenfurt, Rakousko    | antuka | Barbara Schettová       | Paola Suárezová Laura Montalvová      | 7-65, 6-1       |
| 5.  | 28. říjen 2001    | Luxembourg, Lucembursko | tvrdý  | Bianka Lamadeová        | Daniela Hantuchová Jelena Bovinová    | 6-3, 6-3        |
| 6.  | 4. květen 2003    | Bol, Chorvatsko         | antuka | Emmanuelle Gagliardiová | Patricia Wartuschová Petra Mandulová  | 6-3, 6-2        |
| 7.  | 31. říjen 2004    | Linz, Rakousko          | tvrdý  | Nathalie Dechyová       | Jelena Lichovcevová Janette Husárová  | 6-2, 7-5        |
| 8.  | 10. duben 2005    | Amelia Island, USA      | antuka | Květa Peschkeová        | Samantha Stosurová Bryanne Stewartová | 6-4, 6-2        |
| 9.  | 19. říjen 2008    | Curych, Švýcarsko       | tvrdý  | Anna-Lena Grönefeldová  | Cara Blacková Liezel Huberová         | 6-1, 7-63       |
| 10. | 19. duben 2009    | Charleston, USA         | antuka | Līga Dekmeijereová      | B. Matteková-Sandsová Naďa Petrovová  | 6-75, 6-2, 11-9 |
| 11. | 1. srpen 2009     | Istanbul, Turecko       | tvrdý  | Julia Görgesová         | Lucie Hradecká Renata Voráčová        | 2-6, 6-3, 12-10 |

## Finálové účasti na turnajích ITF (3)

### Dvouhra - výhry (3)
| Č. | Datum           | Turnaj              | Povrch | Soupeřka ve finále | Výsledek      |
| 1. | 4. květen 1995  | Nitra, Slovensko    | antuka | Barbara Castrová   | 1-6, 6-2, 6-3 |
| 2. | 21. květen 1995 | Prešov, Slovensko   | antuka | Jana Ondrouchová   | 6-1, 6-0      |
| 3. | 25. červen 1995 | Cureglia, Švýcarsko | antuka | Camilla Kremerová  | 6-2, 6-1      |

## Fed Cup
Patty Schnyderová se zúčastnila 30 zápasů ve Fed Cupu za tým Švýcarska s bilancí 28-13 ve dvouhře a 13-6 ve čtyřhře.

## Postavení na žebříčku WTA na konci sezóny

### Dvouhra
| Rok    | 1994 | 1995   | 1996  | 1997  | 1998  | 1999  | 2000  | 2001  | 2002  | 2003  | 2004  | 2005 | 2006 | 2007  | 2008  | 2009  |
| Pořadí | 786. | ▲ 152. | ▲ 58. | ▲ 26. | ▲ 11. | ▼ 21. | ▼ 25. | ▼ 37. | ▲ 15. | ▼ 23. | ▲ 14. | ▲ 7. | ▼ 9. | ▼ 16. | ▲ 14. | ▼ 41. |

### Čtyřhra
| Rok    | 2001 | 2002  | 2003  | 2004  | 2005  | 2006 | 2007  | 2008  |
| Pořadí | 78.  | ▲ 56. | ▲ 40. | ▲ 18. | ▲ 32. | -    | ▼ 87. | ▲ 52. |